# سعيد بن محمد الهمداني
المحدث سعيد بن محمد بن محمد بن عطاف بن أحمد بن حبشي بن إبراهيم بن علي أبو القاسم الهمداني الموصلي الأصل، والبغدادي المولد والمنشأ. 

## الولادة والنشأة
ولد سعيد في العاشر من ذي الحجة عام 523هـ/ 1129م، وكان محدثاً من رواة الحديث عند أهل السنة والجماعة، وسمع الحديث النبوي من والدهِ أبي الفضل محمد، وسمع من القاضي أبي بكر محمد بن عبد الباقي الأنصاري، ومن أبي القاسم إسماعيل بن أحمد السمرقندي، وأبي الحسن علي هبة الله بن عبد السلام، وأبي الفضل محمد بن عمر الأرموي، وغيرهم.
كتب عنه الحافظ أبو المحاسن عمر بن علي الدمشقي في أيام شهدة، ومات قبلهُ بنحو من 28 عاما، وحدث. 
وقال المنذري: ولنا منهُ إجازة.

## وفاته
توفي في 2 ربيع الآخر سنة 603 هـ/1206م، ودفن في المقبرة الوردية ببغداد.